# Rio Jacarapé
O rio Jacarapé é um rio brasileiro que banha a microrregião de João Pessoa no estado da Paraíba. Às suas margens situa-se o Parque Estadual Mata de Jacarapé.